# 책 디자인

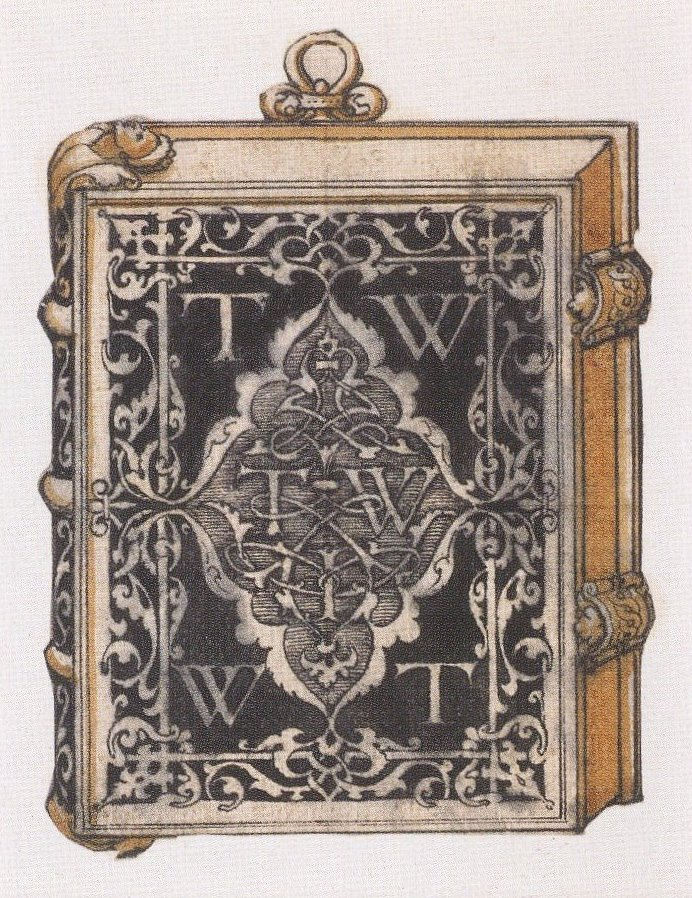
금속 공예 책 표지(또는 보물 제본)를 위한 한스 홀바인 더 영의 디자인

책 디자인(Book design, 북 디자인)은 단행본을 만드는 그래픽 디자인 분야를 말한다. 글쓴이가 말하고자 하는 의도를 정확하게 표현하고 전달하는데 목적이 있다.

## 책 디자인의 요소
책 디자인은 단행본을 만드는 작업이므로 표지 디자인과 본문 디자인을 모두 포함하고 있다.
- 표지 디자인은 문자, 그림, 사진을 앞표지, 뒷표지, 책등[1], 앞뒤 날개[2] 책의 겉표지를 만드는 작업으로, 독자에게 시각적인 아름다움을 제공하는 장식 기능과 책의 성격 및 내용을 표현하는 정보를 제공한다.[3] 보통 글쓴이와 책, 출판사에서 출판한 단행본의 소개에 쓰인다.
- 내지 디자인에는 속표지[4], 목차, 본문, 간지, 간기면[5] 등의 표지를 제외한 모든 부분의 디자인을 말한다.[6]
- 본문 페이지 디자인에는 문장, 그림, 사진, 표, 주석(각주나 미주), 쪽번호[7] 등을 아름답고 읽기 쉽게 디자인한다. 페이지의 상하 좌우 여백 (타이포그래피), 쪽번호 위치 본문 단 (인쇄)의 크기와 위치 등을 조절해 안정감 있는 판면을 구성하고 세부적으로 각 요소에 사용되는 활자의 글꼴, 글자크기, 자간[8], 행간[9]을 적절하게 결정하여 독자들이 읽기 편하도록 해야 한다.

## 펼침면
책 디자인의 기본 요소로는 펼침면(Page-Spread)이 있는데, 이는 같은 크기와 같은 비율을 이루며 두 페이지 사이에 여백이 있는 좌/우 페이지를 말한다. 이를 바탕으로 전자 출판의 레이아웃 소프트웨어의 경우, 펼침면으로 편집과 인쇄를 할 수 있는 기능을 제공한다.

## 레이아웃
레이아웃은 글, 그림, 사진 등을 배치하는 작업을 말하는데, 출판사에서는 자주 쓰는 레이아웃을 저장해두었다가 필요할때에 불러서 사용한다.  레이아웃 작업 방향은 책의 성격에 따라 달라진다.
- 어린이 단행본 : 그림과 글자 크기가 큰 글을 배치하는 레이아웃을 한다.
- 성인용 단행본 : 대부분 글을 읽기 좋도록 하는 것이 목적인 레이아웃 작업을 하지만, 실용서의 경우 독자들이 쉽게 응용할 수 있어야 하기 때문에, 글과 사진을 보기 좋게 배치하는 레이아웃 작업을 한다.

## 전자출판 소프트웨어를 이용한 책 디자인
대한민국 출판업계에서는 활판 인쇄 시절에는 활자 조판을 사용하고 오프셋 인쇄와 사진 기술이 대중화된 후에는 사진 식자로 레이아웃 작업을 했다. 1980년대 후반부터 전자출판이 소개되기 시작했고 1990년대초에는 매킨토시 컴퓨터와 전자출판 소프트웨어가 대한민국 출판계에 보급되면서 이를 활용한 전자출판 작업이 대중화되었다. 책 디자인에 사용되는 전자출판 소프트웨어로는 레이아웃소프트웨어, 드로잉 소프트웨어, 리터치소프트웨어(그림과 사진편집프로그램)가 있는데, 2000년대 초반까지 대한민국 출판계에서는 매킨토시용 쿼크익스프레스 3.3K, 포토샵, 어도비 일러스트레이터가 널리 사용되었다. 이 밖에도 소프트 매직에서 개발된 한국산 레이아웃 소프트웨어(OS X용)인 M-Layout, 어도비 시스템즈에서 출시한 인디자인도 출판업계에서 사용되고 있다.

## 책 디자이너 되기
- 책 디자이너는 작업하려는 책의 내용을 적절하게 배치하는 레이아웃 능력뿐 아니라 원고의 내용을 정확하게 이해할 수 있는 인문학 소양이 필요하다.
- 포트폴리오(작품)는 디자이너의 디자인 방향과 실력을 판단하는 객관적인 근거이다. 따라서 책 디자이너가 되려면 포트폴리오를 다양하게 만들어 두는 것이 좋으며, 자신이 일하고자 하는 출판사의 성격에 맞는 레이아웃작업을 할 수 있어야 한다.
- 대한민국의 출판사들은 대부분 작은 출판사이므로[11] 책 디자이너 혼자서 본문 디자인과 표지 디자인 모두 맡아서 할 수 있어야 하지만, 큰 출판사들은 표지 디자이너나 본문 디자이너를 구분해서 채용하기도 한다. 기획자, 편집자 등의 다른 출판분야도 마찬가지이지만 실무교육이 필요한 신입디자이너를 채용하는 일은 대한민국 출판계에서는 거의 없기 때문에, 출판사에서 근무하거나 외주를 받아서 일하는 방법으로 실무경험을 쌓아야 한다.[12]
- 책 디자인 세계는 (출판사에서 원하는 방향으로 책 디자인할 수 있는) 실력만으로 평가받기 때문에[13],원하는 분야의 출판사에서 일하려면 구직자 자신의 디자인 수준을 높여야 한다.

## 같이 보기
- 출판
- 책의 크기